# Pedro Claro Meurice Estiu
Pedro Claro Meurice Estiu (ur. 23 lutego 1932 w San Luis, zm. 21 lipca 2011 w Miami) – kubański duchowny rzymskokatolicki, arcybiskup Santiago de Cuba i prymas Kuby.

## Biografia
26 czerwca 1955 otrzymał święcenia prezbiteriatu i został kapłanem archidiecezji Santiago de Cuba. Był m.in. sekretarzem arcybiskupa Santiago de Cuba Enrique Péreza Serantesa.
1 lipca 1967 papież Paweł VI mianował go biskupem pomocniczym archidiecezji Santiago de Cuba oraz biskupem tytularnym teglackim. 30 sierpnia 1967 przyjął sakrę biskupią z rąk arcybiskupa Santiago de Cuba Enrique Péreza Serantesa. Współkonsekratorami byli biskup Camagüey Adolfo Rodríguez Herrera oraz biskup pomocniczy San Cristobal de la Habana Alfredo Ignacio Llaguno Canals.
Od śmierci abpa Péreza Serantesa 18 kwietnia 1968 był jedynym biskupem w archidiecezji.
4 lipca 1970 ten sam papież mianował go arcybiskupem Santiago de Cuba i prymasem Kuby. Była to pierwsza nominacja prymasa Kuby od zwycięstwa rewolucji kubańskiej. W latach 1979-1982 był także przewodniczącym Konferencji Episkopatu Kuby. Abp Meurice Estiu znany był z odważnych krytyk i polemik przeciwko komunizmowi i reżimowi Fidela Castro.
Szczególnie głośne było jego przemówienie wygłoszone w styczniu 1998, podczas wizyty na Kubie Jana Pawła II. W obecności papieża, ministra obrony narodowej Raúla Castro oraz tłumów wiernych powiedział:

[...] zbyt wysoką cenę, jaką naród kubański musiał płacić za osiągnięcia rewolucji [...]. [Naród] powinien nauczyć się demistyfikować fałszywy mesjanizm. [...] [Coraz więcej Kubańczyków] myli ojczyznę z partią, naród z procesem historycznym, który przeżywała Kuba w ostatnich dekadach i kulturę z ideologią. [...] Będziemy nadal poszukiwali jedności, która jednak nie będzie owocem uniformizmu, lecz wspólnych celów. [...] [Ostrzegam przed] odrzucaniem wszystkiego, co jest na Kubie, i przecenianiem wszystkiego, co zagraniczne.

Podczas tego przemówienia abp Meurice Estiu wezwał także Kubańczyków do budowania braterstwa w oparciu o wolność i solidarność oraz skrytykował obce interesy, które blokują Kubę.
10 lutego 2007 ze względu na zły stan zdrowia, przeszedł na emeryturę. Zmarł 21 lipca 2011 w szpitalu Miami, w Stanach Zjednoczonych, dokąd udał się na leczenie. Jego zwłoki, zgodnie z jego wolą, zostały przewiezione na Kubę i pochowane w Santiago de Cuba.